# Alvaston
Alvaston är en stadsdel i Derby, i distriktet Derby, i grevskapet Derbyshire, i England. Ward hade 16 805 invånare år 2021. Alvaston var en civil parish fram till 1884 när blev den en del av Alvaston and Boulton och Elvaston. Civil parish hade 1 302 invånare år 1881. Byn nämndes i Domedagsboken (Domesday Book) år 1086, och kallades då Aelwoldestun.